# Diagrama de Schlegel

Ejemplos coloreados por el número de lados de cada cara. Amarillo: triángulos, Rojo: cuadrados y Verde: pentágonos.

Un teseracto proyectado en el espacio tridimensional como diagrama de Schlegel. Existen 8 celdas cúbicas visibles, uno en el centro, uno sobre cada una de las seis caras exteriores del mismo, y un último cubo que representa el "interior" representando el espacio fuera de la frontera cúbica.

En geometría, un diagrama de Schlegel es una proyección de un politopo contenido en {\displaystyle R^{d}} sobre el espacio {\displaystyle R^{d-1}} a través de un punto que está más allá de una de sus "caras". La entidad resultante es una división politópica de las caras en {\displaystyle R^{d-1}} que es combinatoriamente equivalente al politopo original. En 1886 Victor Schlegel introdujo esta herramienta para estudiar propiedades combinatorias y topológicas de los politopos. En dimensiones, 3 y 4, un diagrama de Schlegel es una proyección de un poliedro sobre el plano dando una figura plana y una proyección de un polícoro al espacio tridimensional, respectivamente. Como tal, los diagramas de Schlegel se usan frecuentemente para visualizar politopos del espacio de cuatro dimensiones.

## Ejemplos
| Dodecaedro                        | Dodecaplex                                             |
| --------------------------------- | ------------------------------------------------------ |
| 12 caras pentagonales en el plano | 120 celdas dodecahédricas en el espacio tridimensional |